# Arteurotia
Arteurotia là một chi bướm ngày thuộc họ Bướm nâu.